# トビアス・スロットセイガー
トビアス・スロットセイガー（Tobias Slotsager, 2006年1月1日 - ）は、デンマーク・南デンマーク地域モルー出身のサッカー選手。セリエA・エラス・ヴェローナFC所属。ポジションはDF。

## クラブ経歴
オーデンセ郊外の小さなクラブチームのユース時代は攻撃型の選手だったが、2019年にオーデンセBKのユースアカデミーに入所した際にDFに転向。15歳の誕生日を迎えた2021年1月1日にプロ契約を結び、3年契約を締結。2022年5月21日のヴェイレBK戦で、後半35分に途中交代で起用され、16歳でプロデビュー。以降2022-23シーズンに12試合に起用されると、2023-24シーズンは開幕から最終ラインに定着。2023年10月にはイギリスの有力メディアザ・ガーディアンが選定するネクスト・ジェネレーションの2023年度版の一人に選出された。
2025年2月4日、エラス・ヴェローナFCに移籍した。

## 代表経歴
プロデビュー前の2021年より、各ユース世代のデンマーク代表に招集されている。